# Vagnhärads församling
Vagnhärads landsförsamling var en församling i Strängnäs stift i Södermanlands län. Församlingen uppgick 1926 i Trosa-Vagnhärads församling.

## Administrativ historik
Församlingen har medeltida ursprung.
Församlingen var till 1926 annexförsamling i pastoratet Trosa landsförsamling och Vagnhärad som 1 maj 1924 utökades med Trosa stadsförsamling. Församlingen uppgick 1926 i Trosa-Vagnhärads församling.

## Kyrkor
- Vagnhärads kyrka